# Nemesia caranhaci
Nemesia caranhaci är en spindelart som beskrevs av Decae 1995. Nemesia caranhaci ingår i släktet Nemesia och familjen Nemesiidae. Inga underarter finns listade i Catalogue of Life.